# Grant Hanley
Grant Campbell Hanley (nascut el 20 de novembre de 1991) és un futbolista professional escocés que juga com a defensa pel Norwich City FC de la Premier League i per l'equip nacional escocés. Anteriorment va jugar amb el Blackburn Rovers FC i el Newcastle United FC.